# Толкающие руки
«Толкающие руки» (кит. 推手) — полнометражный дебют режиссёра Энга Ли. Первый фильм трилогии «Отец знает лучше», в которую также входят картины «Свадебный банкет» и «Есть, пить, мужчина, женщина». Во всех трёх фильмах Энг Ли пытается показать как изменилась роль отца в современной китайской семье.

## Сюжет
Он — бывший чемпион Китая по боевым искусствам, много выстрадавший в коммунистических застенках, где, имея много времени, довел своё искусство до совершенства. Мастер Чу.
Она — его невестка, белая американка, писательница. Марта.
Свекор не говорит по-английски, слушает пронзительную китайскую оперу и мешает Марте писать. Но он прекрасно знает нетрадиционную медицину, чем спасает жизнь своей невестке.
Для этих героев совместная жизнь — проблема.
«Толкающие руки» — основной тренировочный метод в тайцзицюань, работающий на развитие чуткости, «укоренения», внутренней силы. Также туй-шоу является видом борьбы в китайских боевых искусствах.